# ألو (أسطورة)
ألو هو شبح وعفريت من الميثولوجيا النهرينية، يتم ارساله من الشيطان أودوغ في العالم السفلي، وهو عفريت بدون فم وبدون أذان، كان يعتقد أنه يهاجم الناس وهم نيام مما يتسبب بوقوعهم في الغيبوبة واللاوعي أو شلل النوم وقد إرتبط بشياطين غالو وليليث. هو أحد شخصيات سلسلة ألعاب سجون وتنانين.